# 宮崎勝次
宮崎 勝次（みやざき かつじ、1914年（大正3年）1月2日 - 没年不明）は、日本の実業家。東洋ラジエーター（現：ティラド）元常務取締役。宮崎航空工業元専務取締役。アニメ監督の宮崎駿は次男。版画家の宮崎敬介とアニメ監督の宮崎吾朗は孫。

## 経歴
東京府東京市墨田区(現：東京都墨田区）出身。初代宮崎富次郎の次男として生まれる。兄は東洋ラジエーター（現：ティラド）元社長の2代目宮崎富次郎。
1934年（昭和9年）早稲田大学専門部商科卒業。1957年（昭和32年）松菱金属工業（現：日鉄プロセッシング）取締役、1961年（昭和36年）東洋ラジエーター（現：ティラド）監査役に就任。

## 人物
宗教は天台宗。趣味は囲碁（三段）、小唄。
戦前は飛行機作りに携わっていた人物で、「宮崎飛行機」という工場の工場長として働き、零戦の風防などのパーツ製造を担っていた。宮崎駿いわく、父親は「享楽的」な性格だったらしく、戦闘機の制作に携わりながらも社会の動向に関しては他人事で、思春期の頃には口論になったこともあるという。

## 略歴
- 1942年（昭和17年） - 宮崎航空工業専務取締役
- 1950年（昭和25年） - 四菱産業専務取締役
- 1957年（昭和32年） - 松菱金属工業取締役
- 1961年（昭和36年） - 東洋ラジエーター監査役
- 1963年（昭和38年） - 同社取締役
- 1966年（昭和41年） - 同社常務取締役
- 1978年（昭和53年） - 同社非常勤取締役

## 家族
- 妻・美子（1915年（大正4年）生） 
山本又左衛門の長女。
- 長男・新（1938年（昭和13年）生） 
学習院大学卒。会社経営。
- 次男・駿（1941年（昭和16年）1月5日生）
学習院大学政経学部卒。アニメ監督。
- 三男・裕（1944年（昭和19年）生） 
慶應義塾大学卒。三菱レイヨン元勤務。
- 四男・至朗（1946年（昭和21年）生） 
慶應義塾大学卒。博報堂元勤務。